# Luiz Francisco Fernandes de Souza
Luiz Francisco Fernandes de Souza (Brasília, 1962) é um procurador da República brasileiro.  Atuante em famosas investigações de corrupção de importantes nomes da política brasileira, é também autor do livro Socialismo: uma utopia cristã. Sua maior atuação foi durante o governo de Fernando Henrique Cardoso (PSDB).
O Conselho Nacional do Ministério Público (CNMP) o suspendeu do trabalho por 45 dias, sendo acusado de exercer atividade político-partidária, o que é vedado pela lei que organiza o Ministério Público. O CNMP (Conselho Nacional do Ministério Público) acolheu uma solicitação de Eduardo Jorge Caldas Pereira, ex-secretário-geral da Presidência de Fernando Henrique Cardoso, de que ele teria sido vítima de perseguição política feita pelos procuradores-regionais da República Luiz Francisco de Souza e Guilherme Schelb, tendo os mesmos “práticas incompatíveis com o cargo”. Ingressou no Supremo Tribunal Federal com mandado de segurança contra a decisão do CNMP. O então  ministro do STF Joaquim Barbosa concedeu-lhe liminar que reverteu a decisão do CNMP, determinando o regular prosseguimento do processo para o julgamento de recurso interposto pelo procurador contra a sua punição.
A promoção a Procurador Regional da Primeira Região o afastou de exercer diretamente as investigações.  Conhecido por seu voto de pobreza, vai ao trabalho em um Fusca que possui há anos e usa roupas simples (ternos e sapatos com bom tempo de uso e sem grife).
Foi o presidente do Diretório Central dos Estudantes do UniCEUB com maior número de mandatos eleitos (quatro), faculdade na qual concluiu o curso de Direito e contra a qual teve de entrar com medida judicial para poder se formar em razão de conflitos políticos com os dirigentes da instituição.